# Helmut Käutner

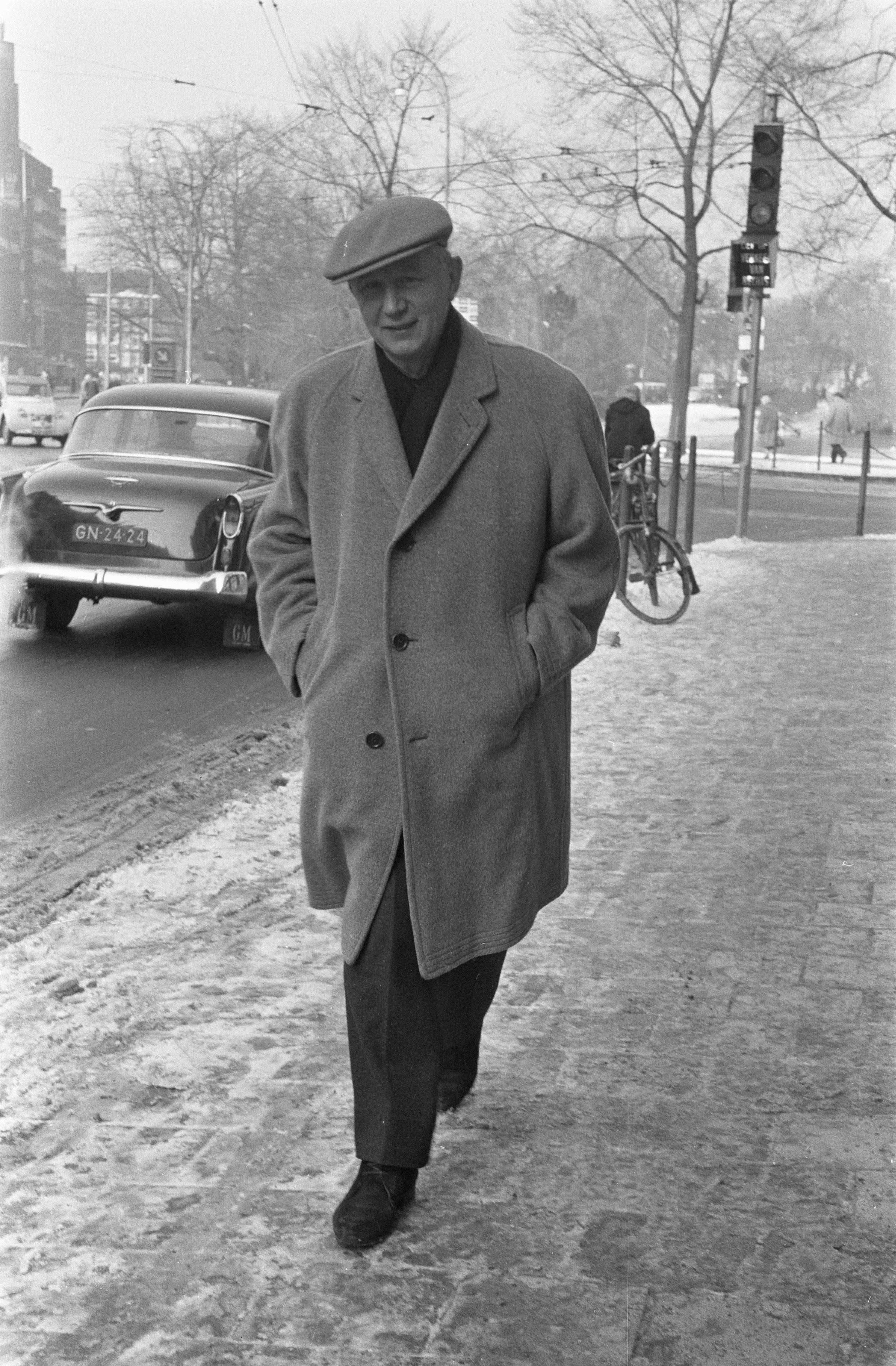
Helmut Käutner in den Niederlanden (1960)

Helmut Käutner (* 25. März 1908 in Düsseldorf als Hellmut Käutner; † 20. April 1980 in Castellina in Chianti, Italien) war ein deutscher Regisseur, Schauspieler und Kabarettist. Er war einer der einflussreichsten Filmregisseure des deutschen Nachkriegskinos und wurde durch seine anspruchsvollen Literaturverfilmungen bekannt. Bei Radio Hamburg (späterer NWDR) hatte er auch mit Hörspielen große Erfolge. Bei etlichen seiner Filme trat er auch als Liedtexter in Erscheinung.

## Leben

### Anfänge beim Theater und Film
1928 begann Helmut Käutner, Sohn des Düsseldorfer Kaufmanns Paul Käutner und dessen Frau Klara, geb. Röntgen, in München zu studieren. Von 1931 bis 1935 spielte Käutner Kabarett im Ensemble Die Nachrichter, schrieb Feuilletons und Kritiken für die bayerische Hochschulzeitung. Von 1936 bis 1938 war er Schauspieler und Regisseur am Schauspielhaus in Leipzig, an den Kammerspielen in München, dem Theater am Schiffbauerdamm, an der Komödie und am Kabarett der Komiker in Berlin. Von 1936 bis 1939 war er Schauspieler und Regisseur am Leipziger Schauspielhaus.
1938 machte er auf sich als Drehbuchautor aufmerksam. Unter anderem schrieb er die Drehbücher zu den Filmen Schneider Wibbel, Salonwagen E 417, Die Stimme aus dem Äther, und Marguerite: 3. 1939 begann seine Karriere als Regisseur mit dem Film Kitty und die Weltkonferenz; Filmerfahrung hatte er schon zuvor als Drehbuchautor und mit einem Kurzauftritt in dem Spielfilm Kreuzer Emden gesammelt.
Käutner gehörte nicht zum Widerstand, jedoch hat er sich während der Zeit des Nationalsozialismus eine gewisse Unabhängigkeit in seinem Schaffen bewahren können. Er drehte mit Kitty und die Weltkonferenz einen Film, der von der Zensur als pro-britisch verboten wurde. Mit Große Freiheit Nr. 7 (vgl. Hamburg-Hymne) und Unter den Brücken schuf er zwei Filme, die in ihrer Betonung des Individuellen stark dem Weltbild der Nationalsozialisten widersprachen und die das deutsche Publikum erst nach Ende des Nationalsozialismus zu sehen bekam. Auch die Filme Kleider machen Leute und Romanze in Moll wichen von Mustern nationalsozialistischer Filmideale ab.

### Nach dem Zweiten Weltkrieg
1947 drehte er mit In jenen Tagen, einem die Nachkriegswirklichkeit beschreibenden Trümmerfilm, seinen ersten Film nach dem Weltkrieg. In den nächsten Jahren gelangen ihm mit Filmen wie Der Apfel ist ab (1948) oder Königskinder (1950) jedoch keine Publikumserfolge. 1954 reüssierte er mit dem Antikriegsfilm Die letzte Brücke bei den Filmfestspielen von Cannes und erhielt dafür den Prix International. In den folgenden Jahren hatte er mit Filmen wie Ludwig II: Glanz und Ende eines Königs, sowie 1955, 1956 und 1958 den Zuckmayer-Verfilmungen Des Teufels General mit Curd Jürgens, Der Hauptmann von Köpenick mit Heinz Rühmann und Der Schinderhannes, wiederum mit Curd Jürgens große Erfolge. 1959 drehte er in den USA, unter anderem mit Charles Coburn und Sandra Dee, Ein Fremder in meinen Armen.
Nach dem Oberhausener Manifest von 1962 und dem darin erklärten Willen des „Neuen Deutschen Films“ zu einem neuen Stil distanzierte sich Käutner im Großen und Ganzen vom Kino. Das Haus in Montevideo von 1963 mit Heinz Rühmann und Ruth Leuwerik, die populäre Verfilmung von Ludwig Thomas Lausbubengeschichten von 1964 mit zahlreichen beliebten Darstellern jener Ära und 1970 die Neuverfilmung der Feuerzangenbowle, mit Walter Giller und Uschi Glas, blieben seine letzten Werke für die große Leinwand.
Er begann für das Fernsehen zu produzieren und gelegentlich auch als Schauspieler aufzutreten (so z. B. als Sir Frederic Fairlie im TV-Straßenfeger Die Frau in Weiß (1971)). Zudem engagierte er sich vermehrt auch als Regisseur am Theater.
1967 erhielt er den Adolf-Grimme-Preis mit Gold für seine beim Saarländischen Rundfunk hergestellte Fernsehproduktion Valentin Katajews chirurgische Eingriffe in das Seelenleben des Dr. Igor Igorowitsch. 1974 spielte er in Hans-Jürgen Syberbergs Kinofilm Karl May die Titelrolle.
Zudem arbeitete Helmut Käutner für Radio Hamburg, später Teil des NWDR, wo er seine Arbeits- und Inszenierungsweise auf das Hörspiel übertrug. Unter anderem bearbeitete er bereits 1945 Thornton Wilders Unsere kleine Stadt als Hörspiel.
Sein umfangreicher schriftlicher Nachlass befindet sich im Archiv der Akademie der Künste in Berlin.

### Privates
Helmut Käutner war seit 1934 mit der Schauspielerin Erica Balqué verheiratet, die seit Die letzte Brücke in fast all seinen Filmen als Regieassistentin fungierte. Seine letzten Lebensjahre, bereits schwer krank, verbrachte er mit seiner Frau in der Toskana in seinem Haus in Castellina in Chianti, im Norden der Provinz Siena. Dort starb er im Alter von 72 Jahren.
Helmut Käutner wurde in einem Ehrengrab der Stadt Berlin in der Abt. III-U-7 auf dem Waldfriedhof Zehlendorf in Berlin beigesetzt. Zu seinem Andenken vergibt seine Geburtsstadt Düsseldorf seit 1982 den Helmut-Käutner-Preis. In Essen, Berlin und München-Neuperlach wurden ihm zu Ehren Straßen benannt.

## Filmografie
Regie, soweit nichts anderes angegeben

### Kinofilme
- 1932: Kreuzer Emden (Darsteller)
- 1939: Die Stimme aus dem Äther (Co-Drehbuch)
- 1939: Salonwagen E 417 (Co-Drehbuch)
- 1939: Marguerite: 3 (Co-Drehbuch)
- 1939: Schneider Wibbel (Co-Drehbuch)
- 1939: Kitty und die Weltkonferenz
- 1940: Frau nach Maß
- 1940: Kleider machen Leute
- 1941: Auf Wiedersehn, Franziska!
- 1942: Anuschka
- 1942: Wir machen Musik
- 1943: Romanze in Moll
- 1944: Große Freiheit Nr. 7
- 1944/46: Unter den Brücken
- 1947: In jenen Tagen
- 1948: Der Apfel ist ab
- 1950: Königskinder
- 1950: Epilog – Das Geheimnis der Orplid
- 1951: Weiße Schatten
- 1953: Käpt’n Bay-Bay
- 1954: Die letzte Brücke
- 1954: Bildnis einer Unbekannten
- 1955: Ludwig II. – Glanz und Ende eines Königs
- 1955: Des Teufels General
- 1955: Griff nach den Sternen (nur Co-Drehbuch)
- 1955: Himmel ohne Sterne
- 1956: Ein Mädchen aus Flandern
- 1956: Der Hauptmann von Köpenick
- 1957: Die Zürcher Verlobung
- 1957: Monpti
- 1958: Zu jung (The Restless Years)
- 1958: Der Schinderhannes
- 1959: Ein Fremder in meinen Armen (A Stranger in My Arms)
- 1959: Der Rest ist Schweigen
- 1959: Die Gans von Sedan
- 1960: Das Glas Wasser
- 1961: Schwarzer Kies
- 1961: Der Traum von Lieschen Müller
- 1961: Zu jung für die Liebe? (Darsteller)
- 1962: Die Rote
- 1963: Das Haus in Montevideo
- 1964: Lausbubengeschichten
- 1970: Die Feuerzangenbowle
- 1972: Versuchung im Sommerwind (Darsteller)
- 1974: Karl May (Darsteller)

### Fernsehen
- 1958: Juchten und Lavendel (Co-Drehbuch)
- 1962: Annoncentheater
- 1964: Das Gespenst von Canterville
- 1965: Romulus der Große
- 1965: Die Flasche
- 1966: Robin Hood, der edle Räuber
- 1966: Leben wie die Fürsten
- 1967: Die spanische Puppe
- 1967: Stella
- 1967: Valentin Katajews chirurgische Eingriffe in das Seelenleben des Dr. Igor Igorowitsch
- 1968: Bel Ami
- 1968: Babeck (Rolle: Dr. Brenner)
- 1969: Tagebuch eines Frauenmörders
- 1969: Christoph Kolumbus oder Die Entdeckung Amerikas
- 1970: Einladung ins Schloß oder Die Kunst das Spiel zu spielen
- 1970: Ständig in Angst (Hauser’s Memory) (Darsteller)
- 1970: Der Kommissar: Folge 20: Messer im Rücken (Rolle: Hugo Blasek)
- 1970: Der Kommissar: Folge 27: Anonymer Anruf (Regie)
- 1971: Tatort – Der Richter in Weiss (Rolle: Prof. Dr. Kemm)
- 1971: Die Frau in Weiß (Rolle: Sir Frederic Fairlie)
- 1971: Die gefälschte Göttin
- 1972: Die seltsamen Abenteuer des geheimen Kanzleisekretärs Tusmann
- 1972: Ornifile oder der erzürnte Himmel
- 1974: Die preußische Heirat (nach dem Lustspiel „Zopf und Schwert“ von Karl Gutzkow)
- 1974: Derrick: Stiftungsfest (Regie)
- 1974: Derrick: Nur Aufregungen für Rohn (Darsteller)
- 1976: Margarete in Aix
- 1976: Derrick: Auf eigene Faust (Darsteller)
- 1977: Eichholz & Söhne
- 1978: Mulligans Rückkehr

## Hörspiele
- 1945: Der Hauptmann von Köpenick (Regie) – Mit Willy Maertens
- 1945: Unsere kleine Stadt (Regie) – Mit Hans Mahnke
- 1945: Der Trojanische Krieg wird nicht stattfinden (Regie, Sprecher) – Mit Dagmar Altrichter
- 1945: Der Biberpelz (Sprecher) – Regie: Ludwig Cremer, mit Gustl Busch
- 1946: Das Abgründige in Herrn Gerstenberg (Regie) – Mit Margarethe Trampe
- 1947: Auch eine kleine Stadt (Sprecher) – Regie: Gottfried Lange, mit Wilhelm Kürten
- 1948: Die Muschel der Kalypso (Regie, Sprecher) – Mit Erwin Linder
- 1950: Der Fall Winslow (Sprecher) – Regie: Robert Adolf Stemmle, mit Paul Wagner
- 1950: Die Abenteuer des Herrn Tartarin de Tarascon (Sprecher) – Regie: Heinz-Günter Stamm, mit Gustav Knuth
- 1951: Unter den Brücken (Autor, Regie, Sprecher) – Mit Karl John
- 1951: Ein Glas Wasser (Sprecher) – Regie: Heinz-Günter Stamm, mit Agnes Fink
- 1951: Die verlorenen Jahre (Sprecher) – Regie: Heinz-Günter Stamm, mit Carl Wery
- 1952: Der arme Mensch – ein Weg aus Fehltritten und Unvermeidlichkeiten (Sprecher) – Regie: Raoul Wolfgang Schnell, mit Adolf Dell
- 1952: Fahr wohl, Benjowsky (Sprecher) – Regie: Gert Westphal, mit Hans Fitze
- 1952: Karussell zu verkaufen (Regie) – Mit Max Walter Sieg
- 1952: Die Liebe der vier Obersten (Theatermitschnitt) (Regie) – Mit O. E. Hasse
- 1953: Eine Träne des Teufels (Regie, Sprecher) – Mit Albert Florath
- 1954: Beatrice und Juana (Sprecher) – Regie: Gert Westphal, mit Erni Wilhelmi
- 1962: Eiche und Angora (Regie) – Mit Horst Bollmann
- 1971: Das Wandesleben-Interview (Sprecher) – Regie: Richard Hey, mit Jürgen Tietze
- 1975: Wenige Tage nur (Sprecher) – Mit Gudrun Genest
- 1977: 1984 (Sprecher) – Regie: Manfred Marchfelder, mit Angela Winkler

## Auszeichnungen

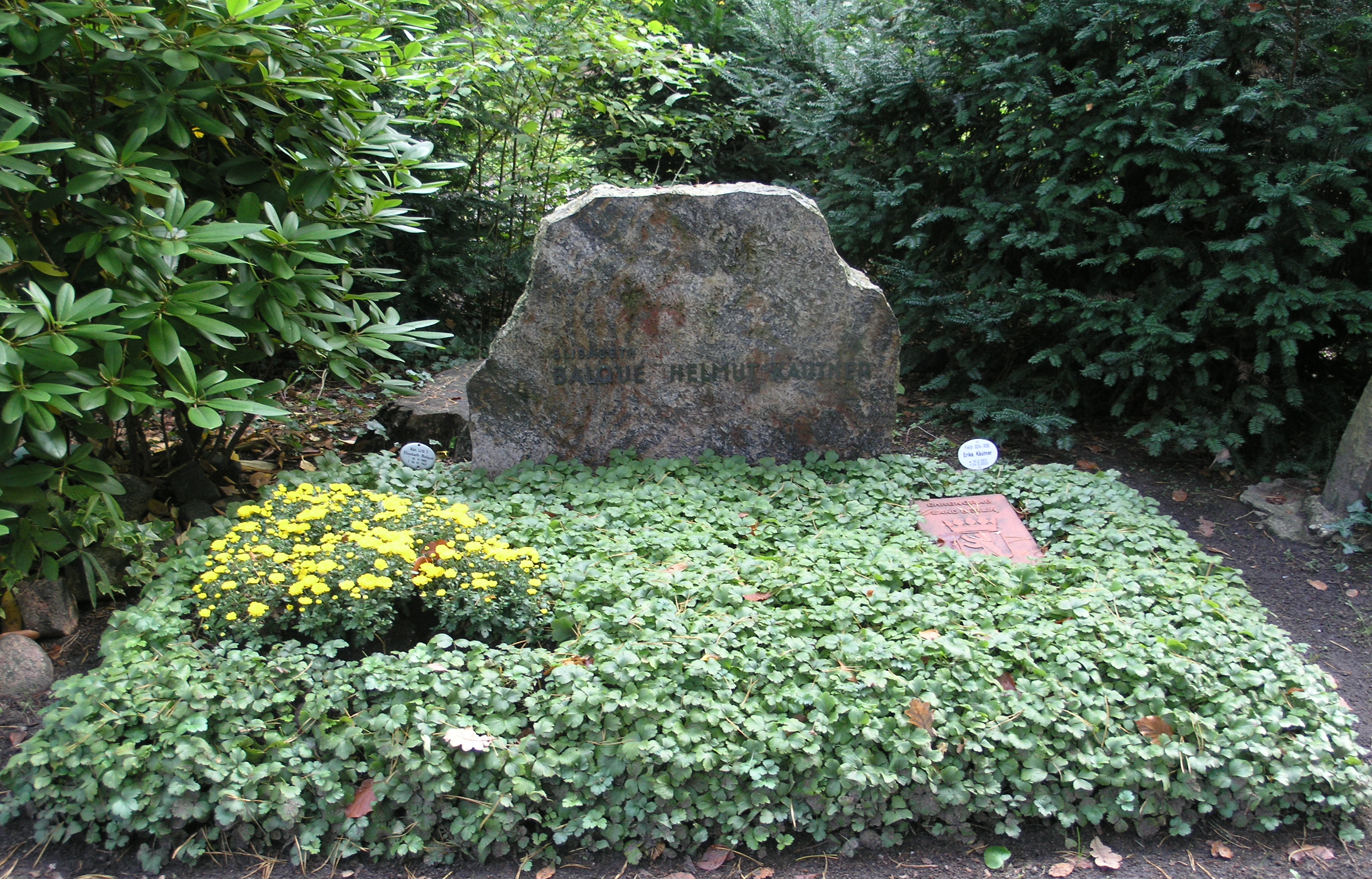
Ehrengrab in Berlin

- 1948: Internationales Filmfestival von Locarno: Preis für In jenen Tagen
- 1953: Filmband in Gold (Drehbuch) für Nachts auf den Straßen
- 1954: Filmband in Silber (Regie) für Die letzte Brücke
- 1954: Internationale Filmfestspiele von Cannes 1954: Prix International für Die letzte Brücke
- 1956: Kunstpreis der Stadt Berlin
- 1956: Filmband in Gold (Nächstbester Film) für Himmel ohne Sterne
- 1956: Filmband in Gold (Regie) für Der Hauptmann von Köpenick
- 1956: Filmband in Gold (Buch) für Der Hauptmann von Köpenick
- 1957: Preis der deutschen Filmkritik (Regie) für Ein Mädchen aus Flandern
- 1957: Bambi für Der Hauptmann von Köpenick
- 1958: Preis des polnischen Journalistenverbandes (Bester ausländischer Film) für Die letzte Brücke
- 1968: Adolf-Grimme-Preis für Valentin Katajews chirurgische Eingriffe
- 1973: Filmband in Gold für langjähriges und hervorragendes Wirken im deutschen Film
- 1973: Großes Verdienstkreuz des Verdienstordens der Bundesrepublik Deutschland[6]
- 1975: Filmband in Gold (Hauptdarsteller) für Karl May, Film von Hans-Jürgen Syberberg
- 1978: Ernennung zum Professor honoris causa durch den Berliner Senat
- 2008: Deutschland würdigt Käutner zu seinem 100. Geburtstag mit der Herausgabe eine 55-Cent-Sonderbriefmarke, die am 13. März 2008 erschienen ist.
- 2014: Stern auf dem Boulevard der Stars in Berlin